# Gaius Lutatius Catulus
Gaius Lutatius Catulus aus der gens Lutatia war ein römischer Politiker und Feldherr in der Endzeit des Ersten Punischen Kriegs.
Er war Konsul des Jahres 242 v. Chr., in dem der römische Senat beschloss, die nach der Schlacht von Drepana 249 v. Chr. verlorene Flotte neu zu bauen, um die Seeherrschaft von Karthago zurückzuerobern, und zwar – da nach mehr als zwanzig Jahren Krieg die Staatsfinanzen völlig zerrüttet waren – auf Kosten der einzelnen Senatoren.
Die neue Flotte war Anfang 241 v. Chr. einsatzbereit und wurde Catulus anvertraut, der sie dazu benutzte, um die Hafenstadt Lilybaeum, Karthagos Nachschubbastion für Sizilien, zu belagern. Eine karthagische Entsatzflotte unter Hanno erreichte wenig später die gleiche Gegend. Am 10. März 241 v. Chr. trafen beide Flotten in der Schlacht bei den Ägatischen Inseln aufeinander, die mit einem Sieg Roms endete. Da Catulus selbst noch unter einer Verwundung aus der Schlacht von Drepana litt, vertrat ihn der Prätor Quintus Valerius Falto, der anschließend mit ihm um das Recht eines eigenen Triumphes prozessierte. Catulus triumphierte de Poenis im Oktober 241 v. Chr.
Nach den Verlusten in dieser Seeschlacht sah sich Karthago außerstande, eine neue Flotte zu bauen oder die Landtruppen auf Sizilien zu verstärken, so dass die Punier den Kampf aufgaben und einen Friedensvertrag mit Rom unterzeichneten. Der Erste Punische Krieg war damit zu Ende.